# Георги Ганзовски
Георги Ганзовски (на македонска литературна норма: Ѓорѓи Ганзовски) е икономист, професор в Юридическия факултет на Скопския университет, Социалистическа федеративна република Югославия.

## Биография
Ганзовски е роден в 1924 година в костурското село Стенско, на гръцки Стена, Егейска Македония, Гърция. Основно и средно образование завършва в Костур. Влиза в Националната общогръцка огранизация на младежите в 1941 година и от 1943 година се сражава в редовете на ЕЛАС. Участва и в Гражданската война в Гърция с Първа егейска ударна бригада на Демократичната армия на Гърция.
След разгрома на комунистическите сили в 1949 година през Албания емигрира в СССР. От 1950 до 1953 година учи във военно-политическа академия, от 1956 до 1960 година във висше партийно училище, а от 1962 до 1964 година завършва икономически факултет със специалност икономика на съветската търговия. В 1964 година става аспирант в Академията на науките на Узбекистан и в 1969 година става кандидат на икономическите науки по политикономия и започва работа в Академията на науките на Узбекистан, като преподава и политикономия в Ташкентския медицински институт.
В 1970 година се заселва в Югославия и започва работа в Юридическия факултет в Скопие. В 1972 година е избран за доцент, a в 1976 година за извънреден професор в Катедрата за икономически науки.

## Трудове
- Основни карактеристики на земјоделството во некои балкански земји;[2]
- Кон прашањето на земјоделската кооперација – задруга;[2]
- Економиката на островот Кипар по прогласувањето на Републиката;[2]
- Современи тенденции во развитокот на земјоделското производство во развиените капиталистички земји;[2]
- Социјално-економските проблеми и развитокот на земјоделското производство во СР Македонија;[2]
- Можностите, и политиката за намалување на разликите во нивото на развиеноста меѓу регионите во СР Македонија.[2]